# Luftkastellet der blev sprængt
 For alternative betydninger, se Luftkastellet der blev sprængt (film).
Luftkastellet der blev sprængt (originaltitel: Luftslottet som sprängdes) er en tredje og sidste krimi i Millennium-serien.
Bogen er skrevet af forfatteren Stieg Larsson og en filmatisering kom i november 2009. Bogen er en fortsættelse af bøgerne Mænd der hader kvinder og Pigen der legede med ilden.
| Bog | Spire Denne artikel om bøger og tidsskrifter er en spire som bør udbygges. Du er velkommen til at hjælpe Wikipedia ved at udvide den. |